# Wanderer (Radsportteam)
Wanderer war ein professionelles deutsches Radsportteam, das von 1934 bis 1943 bestand. Sponsor war das Unternehmen Wanderer-Werke aus Chemnitz, die Fahrräder, Motorräder und Autos herstellte.

## Geschichte
Wanderer begann sein Sponsoring im Radsport 1911. Der französische Radrennfahrer Édouard Wattelier wurde unter Vertrag genommen. Die Wanderer-Werke waren später Mitglied im „Industrie-Verein“ des Deutschen Radfahrer-Bundes (DRB). Mitglieder des Vereins waren Unternehmen aus der Fahrradindustrie und Hersteller von Fahrradkomponenten, die als Sponsoren des Berufsradsports in Deutschland tätig waren.
1934 wurde eine komplette Mannschaft von Straßenradsportlern aufgestellt. Prominenteste Fahrer waren Hermann Buse und Willy Kutschbach. Kutschbach gewann in jener Saison den Großen Straßenpreis von Dortmund und 1935 Berlin–Cottbus–Berlin. 1937 gewann Emil Kijewski Rund um Berlin und Rund um Köln.

## Erfolge
1934
- Großer Straßenpreis von Dortmund

1935
- Berlin–Cottbus–Berlin

1937
- zwei Etappen Internationale Deutschland-Rundfahrt
- Rund um Berlin
- Rund um Köln
- eine Etappe Tour de Suisse
- Straßen-Weltmeisterschaften

1938
- drei Etappen Deutschland-Rundfahrt

1939
- eine Etappe Deutschland-Rundfahrt

1943
- zwei Etappen Luxemburg-Rundfahrt

## Bekannte Fahrer
- Hermann Buse
- Mathias Clemens
- Emil Kijewski
- Willy Kutschbach
- Richard Menapace